# Hjulsjön (Hällefors socken, Västmanland)

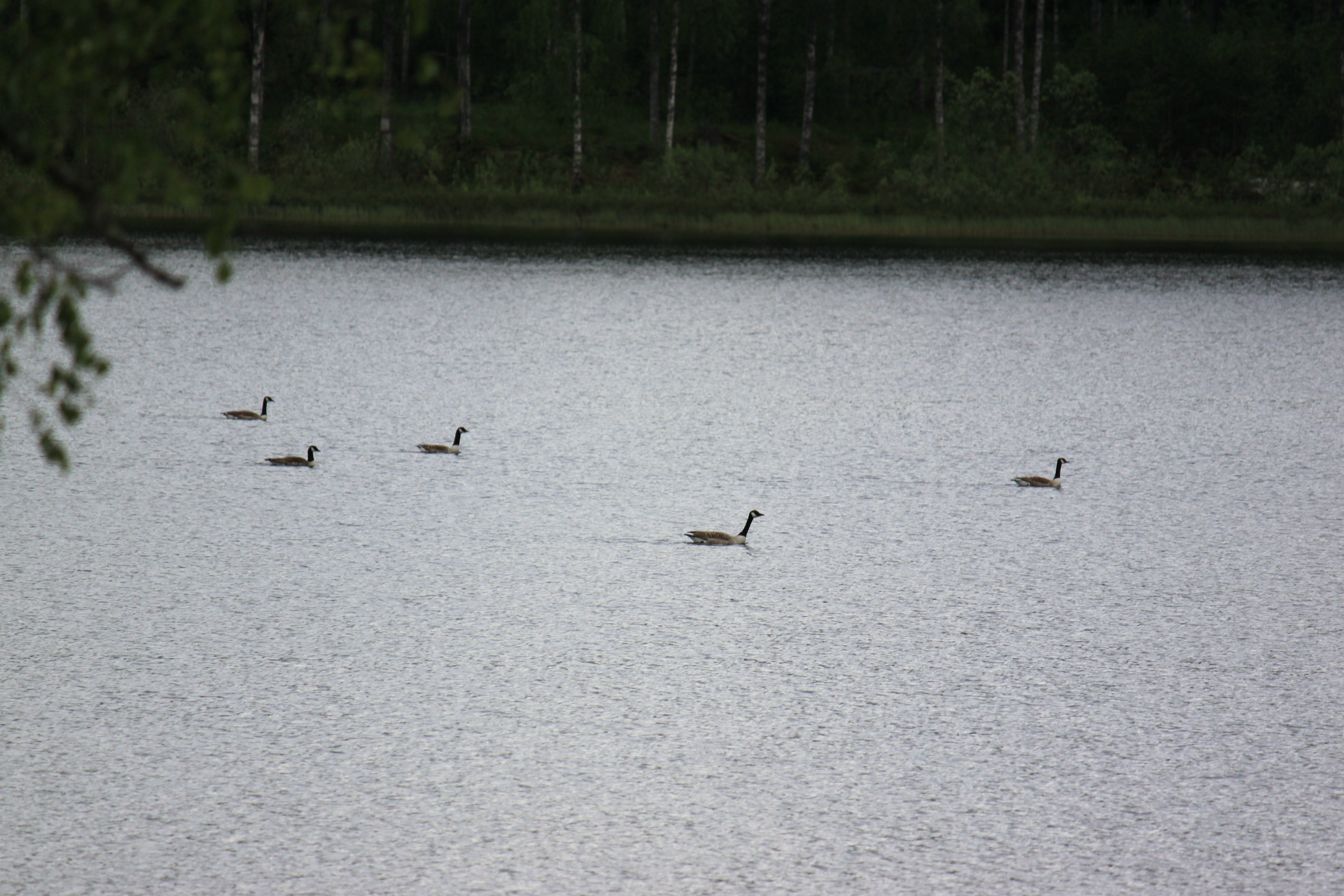
Simmande Kanadagäss på Hjulsjön.

Hjulsjön är en sjö i Hällefors kommun i Västmanland och ingår i Göta älvs huvudavrinningsområde. Sjön har en area på 0,312 kvadratkilometer och ligger 210 meter över havet.

## Delavrinningsområde
Hjulsjön ingår i det delavrinningsområde (664552-142528) som SMHI kallar för Rinner till Flaxen- Östra. Medelhöjden är 225 meter över havet och ytan är 5,49 kvadratkilometer. Det finns inga avrinningsområden uppströms utan avrinningsområdet är högsta punkten. Tomsjöälven som avvattnar avrinningsområdet har biflödesordning 3, vilket innebär att vattnet flödar genom totalt 3 vattendrag innan det når havet efter 372 kilometer. Avrinningsområdet består mestadels av skog (59 procent). Avrinningsområdet har 3,83 kvadratkilometer vattenytor vilket ger det en sjöprocent på 24,3 procent.